# Arquidiócesis de L'Aquila
La arquidiócesis de L'Aquila (en latín: Archidioecesis Aquilana y en italiano: Arcidiocesi dell'Aquila) es una circunscripción eclesiástica de la Iglesia católica en Italia. Se trata de una arquidiócesis latina, sede metropolitana de la provincia eclesiástica de L'Aquila. Desde el 1 de agosto de 2024 su arzobispo es Antonio D'Angelo.

## Territorio y organización

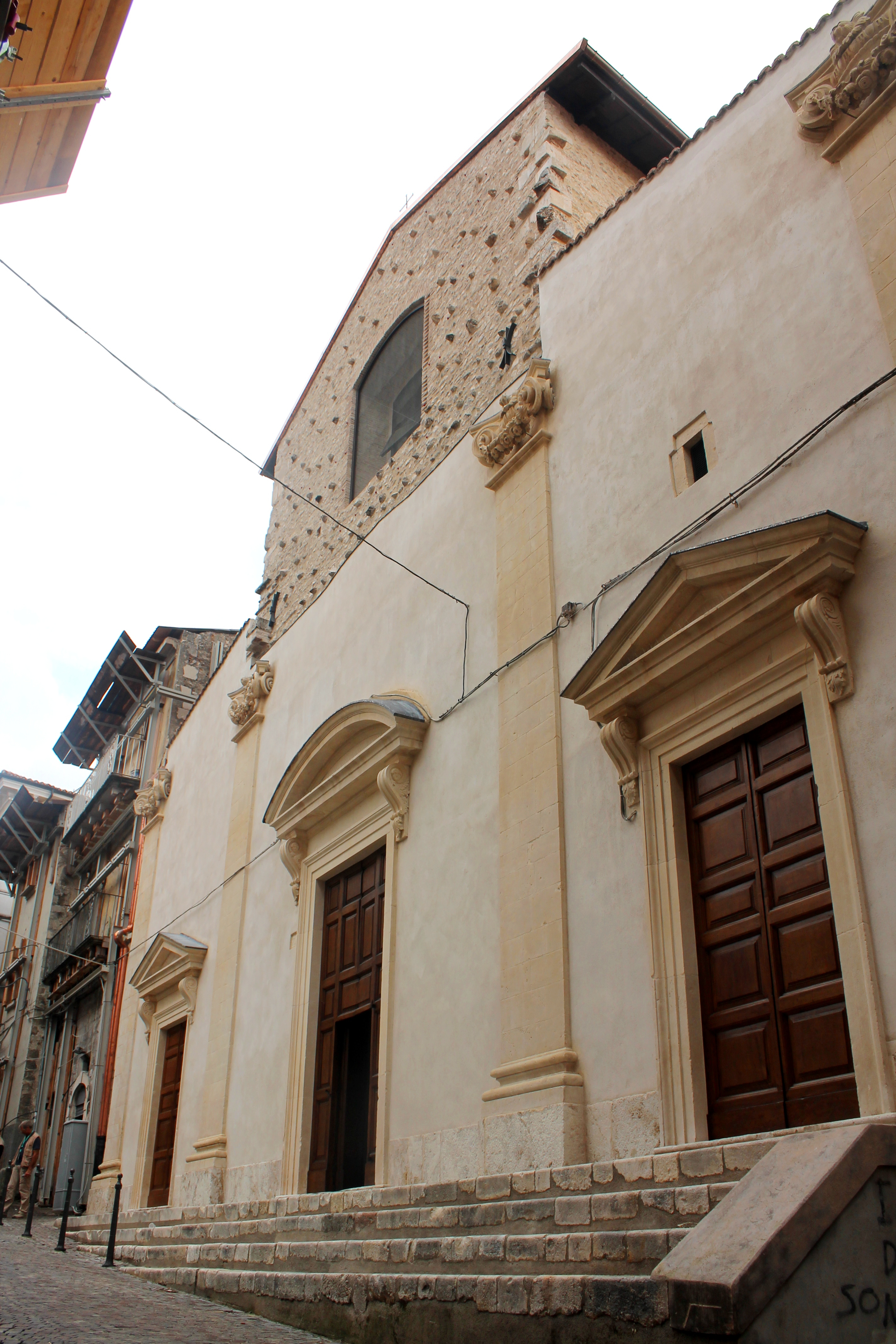
Basílica de San José Artesano, en L'Aquila

La arquidiócesis tiene 1516 km² y extiende su jurisdicción sobre los fieles católicos de rito latino residentes en 28 comunas de la provincia de L'Aquila en la región de Abruzos: Acciano, Barete, Barisciano, Cagnano Amiterno, Campotosto, Capitignano, Caporciano, Collepietro, Fagnano Alto, Fontecchio, Fossa, L'Aquila, Lucoli, Montereale, Navelli, Ocre, Pizzoli, Poggio Picenze, Prata d'Ansidonia, Rocca di Cambio, Rocca di Mezzo (excepto la fracción de Rovere, que pertenece a la diócesis de Avezzano), San Demetrio ne' Vestini, San Pio delle Camere, Sant'Eusanio Forconese, Scoppito, Tione degli Abruzzi, Tornimparte y Villa Sant'Angelo. Pertenece a la región eclesiástica de Abruzos-Molise.

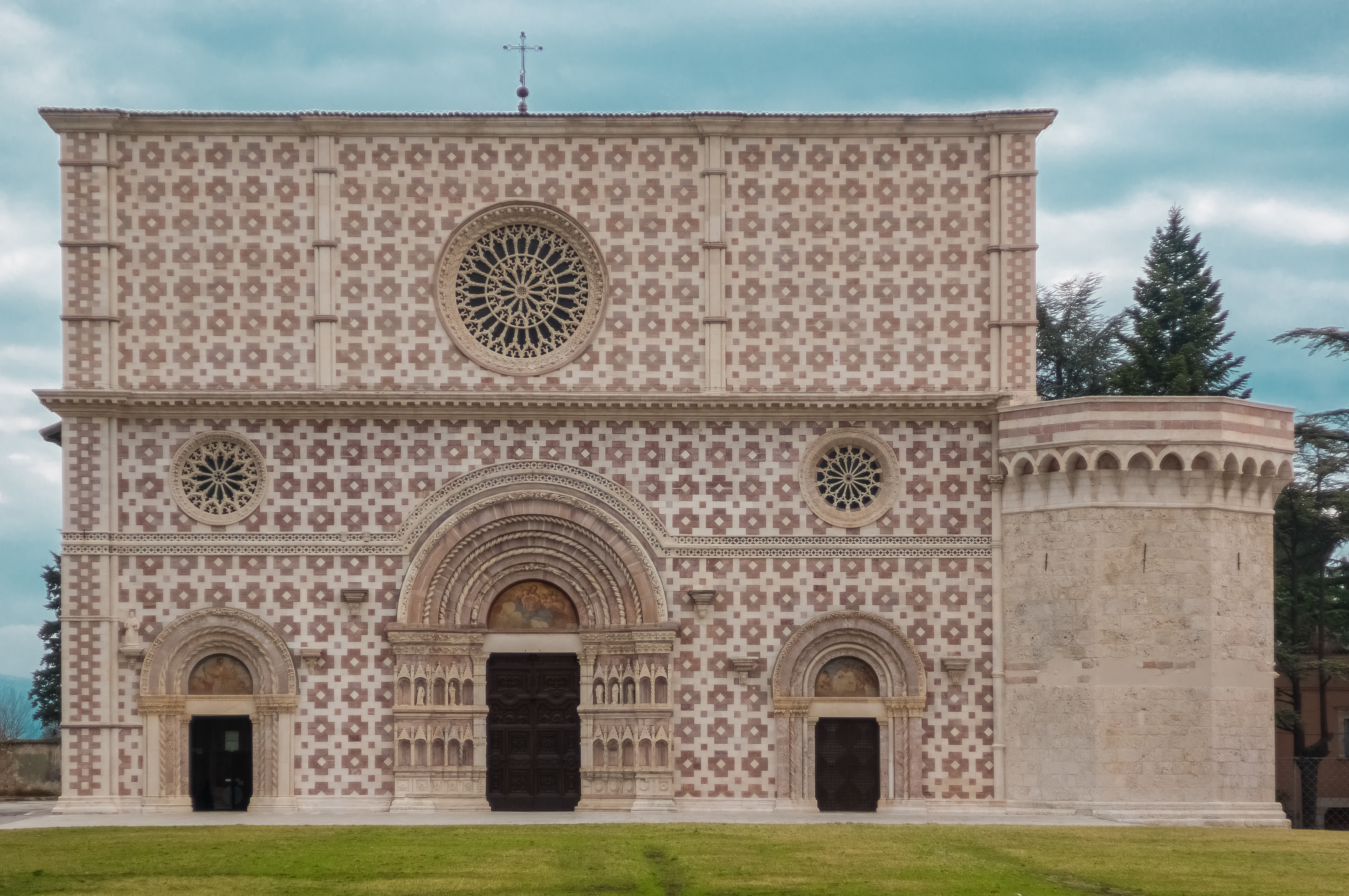
Basílica de Santa María de Collemaggio, en L'Aquila

La sede de la arquidiócesis se encuentra en la ciudad de L'Aquila, en donde se halla la Catedral de San Máximo y San Jorge y las basílicas de: San José Artesano, Santa María de Collemaggio y San Bernardino. En Poggio di Roio (fracción de L'Aquila) se halla el santuario de la Madonna di Roio y en Assergi (también una fracción de L'Aquila) se encuentra la iglesia de San Pietro della Ienca, santuario dedicado el 18 de mayo de 2011 al papa san Juan Pablo II.

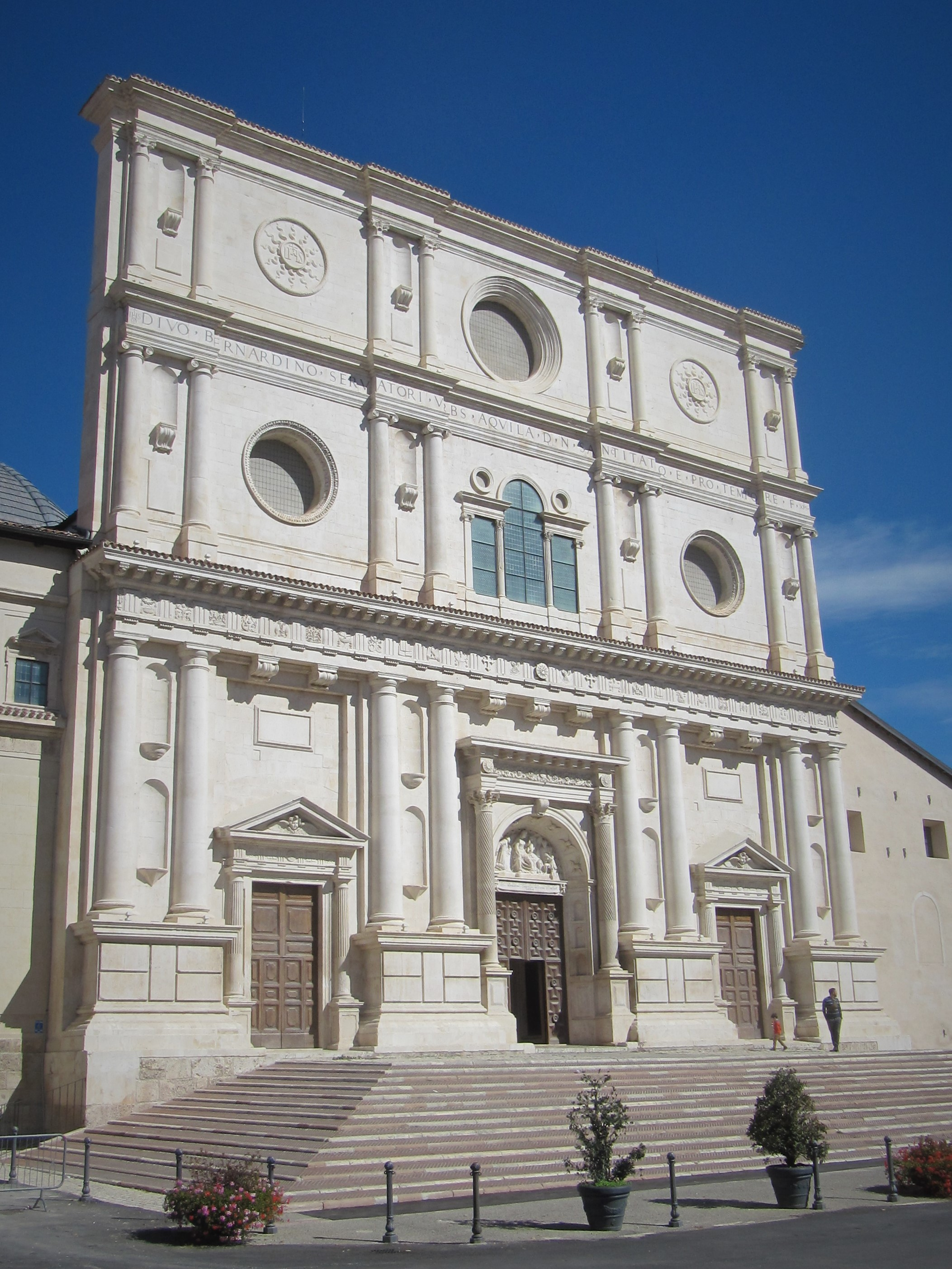
Basílica de San Bernardino, en L'Aquila

La arquidiócesis tiene como sufragáneas a las diócesis de: Avezzano y Sulmona-Valva.

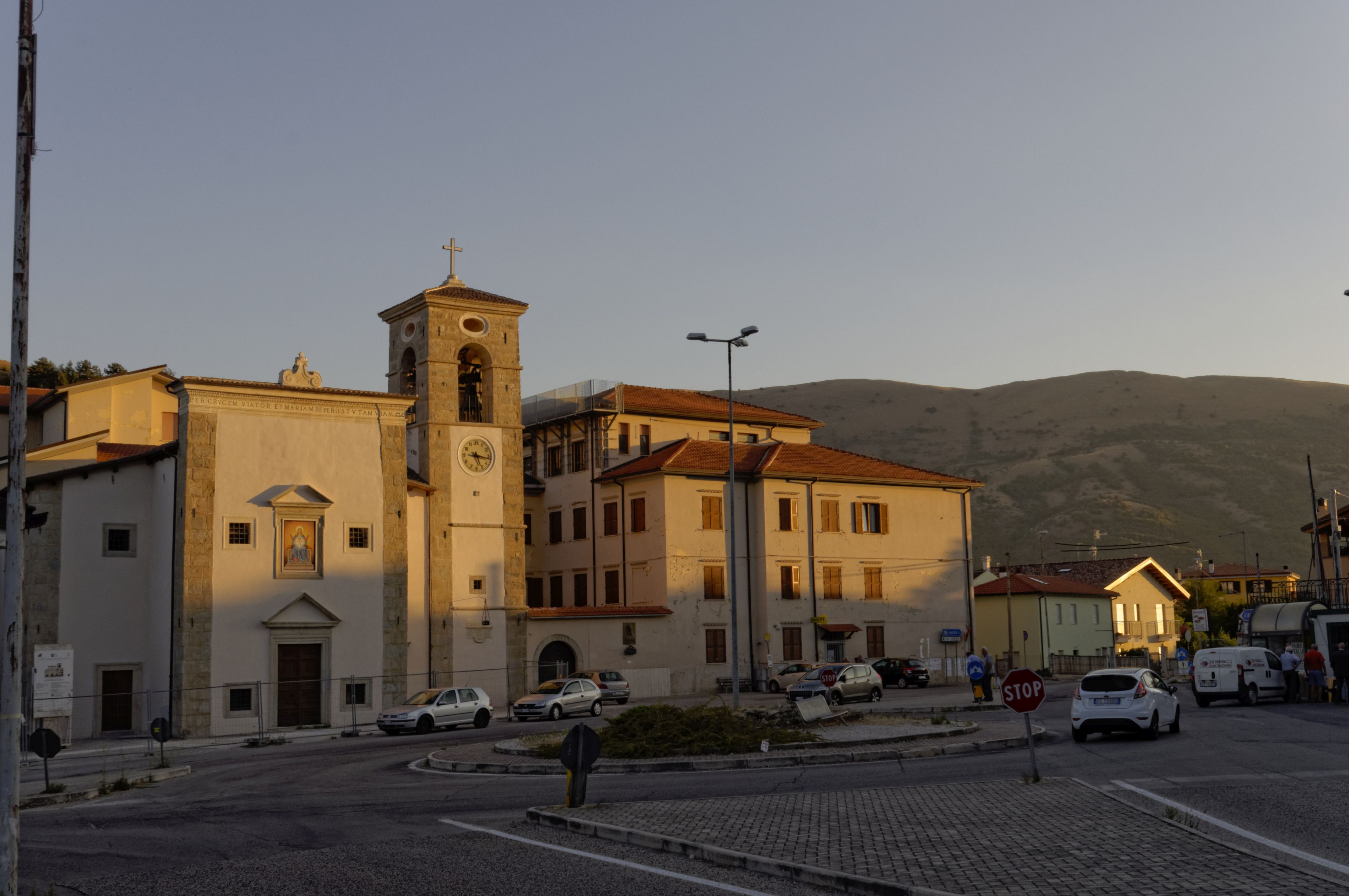
Santuario de la iglesia de San Pietro della Ienca, en Assergi

En 2021 en la arquidiócesis existían 148 parroquias.

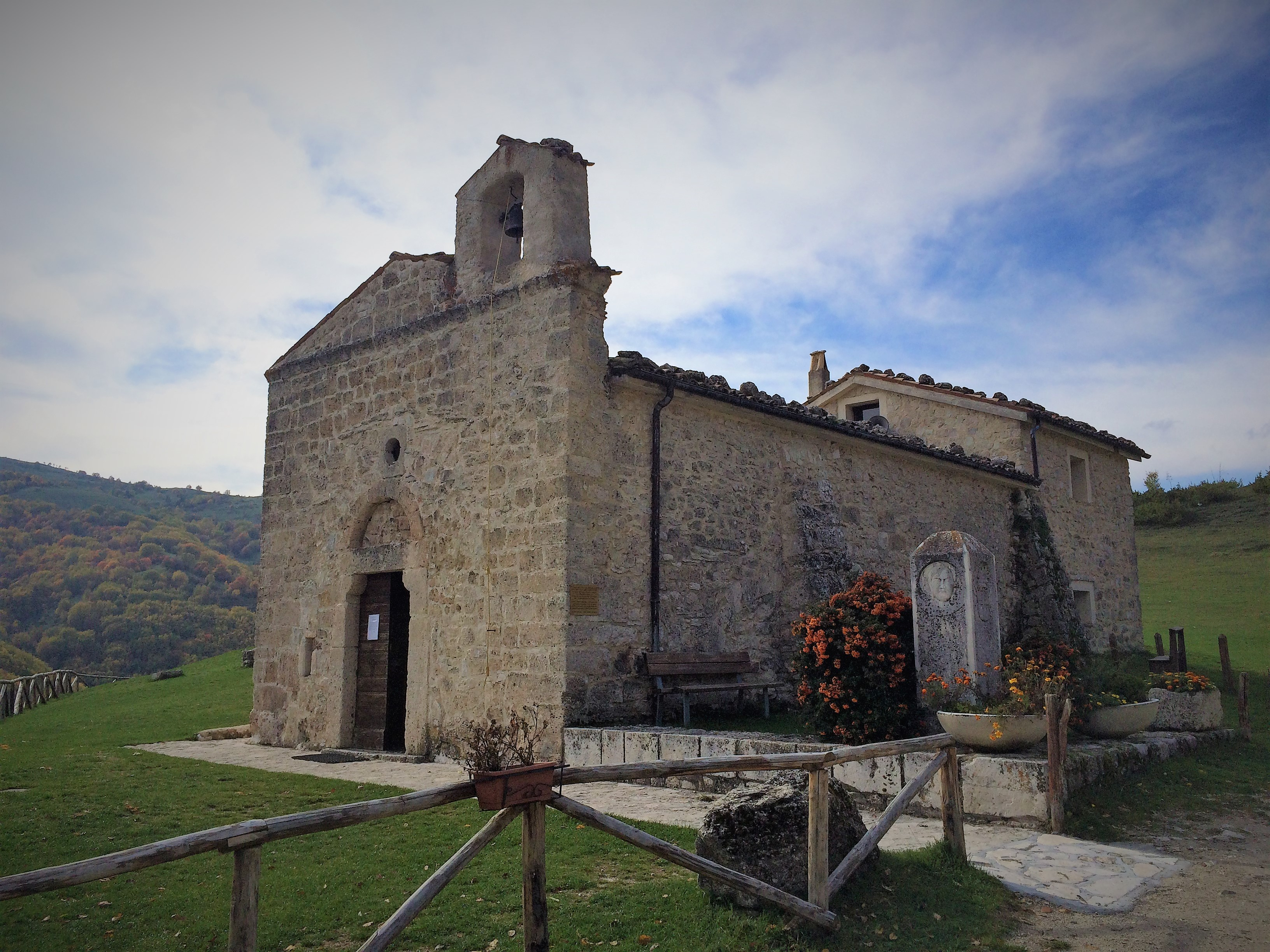
Basílica de San Bernardino, en L'Aquila

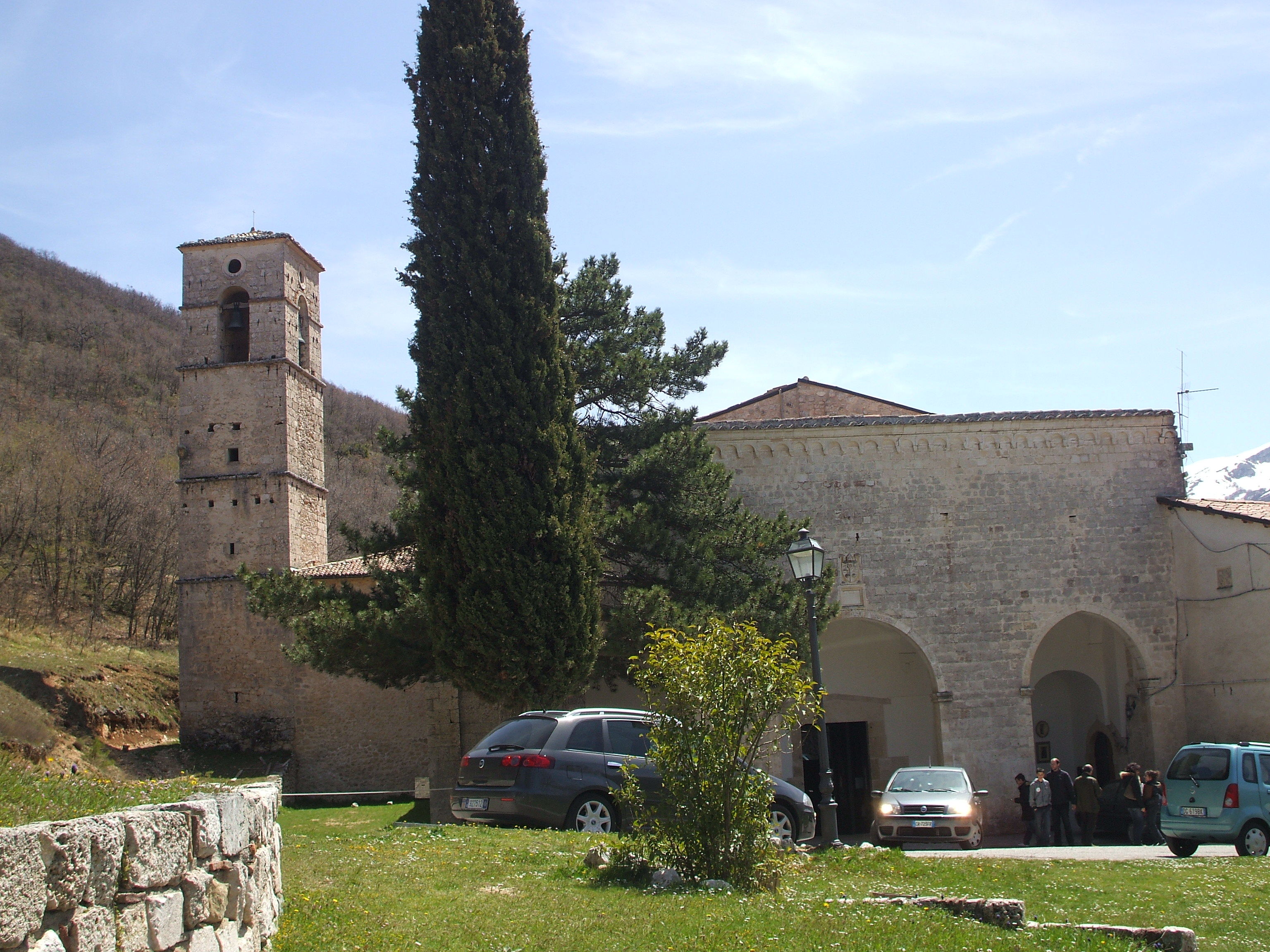
Abadía de San Juan Bautista, en Lucoli

## Historia

### Diócesis de Forcona (hasta 1256)
El territorio que ahora forma parte de la arquidiócesis de L'Aquila ha estado ocupado por varios obispados antiguos desde la época tardorromana. De hecho, está atestiguada la diócesis de Amiterno, cerca de San Vittorino, con obispos documentados en los siglos V y VI, así como la diócesis de Pitinum, que se identifica con la moderna fracción de Pettino en L'Aquila, cuyo único obispo conocido participó en el concilio romano de 499, y la diócesis de Aveia, en el territorio de Fossa, cuyo obispo Gaudenzio estuvo entre los padres del concilio romano de 465.
Después del siglo VI no se tienen más noticias de estas antiguas diócesis. Pettino probablemente fue absorbida por Amiterno, que a su vez desapareció y quedó integrada en el territorio de la diócesis de Rieti. Según Francesco Lanzoni, la sede de Aveia, destruida y abandonada, fue sucedida por la diócesis de Forcona (o Forconio), correspondiente a la actual fracción de L'Aquila de Civita di Bagno, cuyo primer obispo conocido es Floro, que estuvo presente en el sínodo romano del año 680 convocado por el papa Agatón para condenar la herejía monotelita. Hay que remontarse entonces al siglo IX para conocer los nombres de otros obispos de Forcona, cuya serie episcopal llega hasta mediados del siglo XIII. Entre estos obispos estuvieron Giovanni I, que figuró en los concilios romanos de 853 y 861; Albino, que vivió en una época incierta, cuyo cenotafio se conserva en la catedral de L'Aquila; san Raniero, elogiado por el papa Alejandro II por haber defendido los derechos de la Iglesia frente a los usurpadores; Pagano, que en 1178 recibió un breve del papa Alejandro III con el que se sometía la Iglesia de Forcona a la protección de la Santa Sede. Data del año 1204 una bula del papa Inocencio III, con la que se confirmaban las posesiones de la diócesis, gobernada en aquellos años por Giovanni II, pariente del pontífice. En 1252 Berardo da Padula fue nombrado obispo de la ciudad, pero para entonces el centro se encontraba en decadencia irreversible. En 1254, de hecho, se produjo la fundación de L'Aquila, una nueva ciudad situada entre Forcona y Amiternum, por voluntad de varias decenas de castillos de la zona. Este hecho supuso el abandono definitivo de las antiguas ciudades de origen romano de la zona.

### Diócesis de L'Aquila (1256-1876)
Aceptando las peticiones de las nuevas autoridades civiles de L'Aquila, con la bula Purae fidei del 22 de diciembre de 1256, el papa Alejandro IV concedió al recién fundado centro el estatus de ciudad y dignidad episcopal, ordenando el traslado de la sede de Forcona, con todos sus honores y sus derechos, de la iglesia catedral dedicada a los santos Máximo y Jorge. A la nueva diócesis se unió también el territorio de la antigua Amiterno, tomado de la diócesis de Rieti. Para prevenir posibles reclamaciones por parte de los obispos de Rieti, y de acuerdo con los arciprestes de amiterninos, el 20 de febrero de 1257 el pontífice emitió una segunda bula, titulada también Purae fidei, con el mismo contenido que la primera, pero con la adición de una frase que definía los límites de la diócesis, que también incluía la antigua campiña de Amiternia.
Berardo da Padula se convirtió así en el primer obispo de L'Aquila, pero pronto tuvo que dejar su sede y refugiarse nuevamente en Forcona, cuando la ciudad de L'Aquila fue arrasada en 1259 por Manfredo de Sicilia. Entre los acontecimientos que marcaron especialmente la vida de la diócesis, tras la reconstrucción de la ciudad en 1266, se encuentra la fundación en 1288 de la basílica de Santa María de Collemaggio por Pietro da Morrone, que fue coronado papa en esa basílica con el nombre de Celestino V en 1294. Entre los primeros obispos estuvieron Niccolò da Sinizzo, que llevó a los agustinos a la ciudad con la fundación del convento y la iglesia de San Agustín, Bartolomeo Conti, que participó en el Concilio de Vienne en 1312, durante al que fue acusado de simonía, y Filippo Delci, que tuvo que hacer frente al violento terremoto de 1315.
Un nuevo período de crisis se vivió durante el Cisma de Occidente, entre los siglos XIV y XV. La sede de L'Aquila fue ocupada permanentemente por los obispos de obediencia aviñonesa, mientras que los obispos nombrados por Roma nunca lograron tomar posesión de ella. Entre estos obispos estuvo el trágico final de Stefano Sidonio: nombrado por el papa romano, pronto pasó a la obediencia de Aviñón; habiendo escapado de L'Aquila, se refugió en Perugia, pero fue alcanzado y asesinado por asesinos enviados por el papa Urbano VI. La misma trágica suerte corrió el obispo de Aviñón Berardo da Teramo, asesinado durante algunos disturbios en 1391. El cisma terminó con el obispo Jacopo Donadei, quien en 1413 hizo trasladar las reliquias del santo patrono Máximo de Aveia a la catedral de L'Aquila. Hábil político y experto militar, no desdeñó ponerse al frente de un ejército para defender su ciudad. Entre los otros obispos del siglo XV, cabe recordar a Amico Agnifili (1431-1472), el primer obispo de L'Aquila que se convirtió en cardenal, y a Giovanbattista Gaglioffi (1486-1493), que participó en la conspiración de los Baroni napolitanos y por lo tanto fue asesinado mientras se encontraba en Roma.
Otro casus belli afectó a la diócesis de Valva y a la de L'Aquila, que pretendían tener jurisdicción sobre varios castillos, que dependían desde el punto de vista eclesiástico de la diócesis de Valva, pero que desde el punto de vista administrativo civil estaban sujetos a la ciudad de L'Aquila. La polémica, que también tuvo momentos dramáticos, la ganó la diócesis de L'Aquila, que en 1426 anexó a su territorio dieciocho centros, entre ellos Collepietro, Bominaco, Navelli y Civitaretenga.
En la primera mitad del siglo XVI, Giovanni Franchi, perteneciente a una familia noble de la ciudad, fue nombrado obispo de L'Aquila. Un caso insólito, pero no raro en aquella época, es que este obispo, cuando fue elegido, no había recibido ninguna orden sagrada, y no se molestó en recibirlas ni siquiera durante los ocho años en que gobernó la sede de L'Aquila; de hecho, por tanto, de 1515 a 1523 la diócesis estuvo gobernada por un episcopus electus, que nunca fue obispo, sino sólo laico. Cuando dimitió en 1523, Giovanni Franchi se embarcó en la carrera militar. Después de él, la diócesis fue confiada a cardenales romanos como administradores apostólicos, hasta 1537.
En la segunda mitad del siglo XVI los obispos de L'Aquila se distinguieron por la aplicación de los decretos reformistas del Concilio de Trento. Entre estos el español Juan de Acuña (1561-1578), quien fundó el seminario episcopal, amplió y enriqueció la catedral y estableció la Accademia dei Fortunati; Mariano de Racciaccaris (1579-1592), originario de Tívoli, quien convocó el primer sínodo diocesano en 1581; Basilio Pignatelli (1593-1599), quien llevó a los jesuitas a la ciudad.
El comienzo del siglo XVII vio la llegada a la diócesis de numerosas órdenes y congregaciones religiosas, entre ellas los hospitalarios, los barnabitas, los cistercienses, los capuchinos y los mínimos. El siglo acabó con el episcopado de Ignacio de la Cerda (1683-1702), que entró en conflicto con el virrey de Nápoles, su primo, y por ello sufrió graves represalias, que le obligaron a abandonar L'Aquila y refugiarse en Rieti, donde murió.
Mientras la arquidiócesis, que quedó vacante, estaba administrada por el vicario capitular Francesco Antonelli, perteneciente a una familia noble de L'Aquila, L'Aquila y la región fueron devastadas por un terremoto catastrófico, que arrasó casi por completo la ciudad y que, en el terremoto del 2 de febrero de 1703, provocó también la muerte del vicario Antonelli. La sede fue confiada luego al vicario capitular Domenico de Benedictis, hasta 1712, y luego al vicario apostólico Francesco Maria Tansi, hasta el 8 de mayo de 1719. En esa fecha, efectivamente, tomó posesión el obispo Domenico Taglialatela, nombrado en junio del año anterior, después de dieciséis años de vacancia.
En 1818 el papa Pío VII y el rey de las Dos Sicilias Fernando I firmaron el concordato tras el cual, con la bula De utiliori, el papa decretó la supresión de la diócesis de Cittaducale por falta de ingresos y la anexión de su territorio a la sede de L'Aquila. En 1836 algunos centros sobre los cuales los abades de Farfa ejercían jurisdicción espiritual también fueron anexados a la diócesis de L'Aquila, entre ellos San Pio di Fontecchio, San Lorenzo di Beffi y el monasterio de Santa María a Graiano, con un breve del papa Gregorio XVI.

### Arquidiócesis de L'Aquila (desde 1876)
Para premiar la devoción a la persona del pontífice de su población y los méritos del obispo Luigi Filippi, con la carta apostólica Suprema dispositione del 19 de enero de 1876 el papa Pío IX concedió a la sede de L'Aquila la dignidad arzobispal, manteniéndola en sujeción inmediata a la Santa Sede.
En cumplimiento de las disposiciones del Concilio Vaticano II, el papa Pablo VI con la carta apostólica Cum cognitum del 15 de agosto de 1972 elevó la sede arzobispal de L'Aquila a sede metropolitana y otorgó al entonces arzobispo Costantino Stella el título de metropolitano de la nueva provincia eclesiástica incluyendo, además de la arquidiócesis de L'Aquila, las sufragáneas de los marsos (con sede en Avezzano) y de Valva y Sulmona.
Con el decreto Quo aptius del 21 de junio de 1976 emitido por la Congregación para los Obispos, para conformar los límites diocesanos con los de las provincias civiles, la arquidiócesis de L'Aquila experimentó una última y definitiva reorganización territorial: las 25 parroquias que formaban la antigua diócesis de Cittaducale se fusionaron con la diócesis de Rieti, mientras que 21 parroquias que ya estaban en Rieti fueron asignadas a la arquidiócesis de L'Aquila.
En 2006 la arquidiócesis celebró el 750 aniversario de su fundación. La catedral, el palacio arzobispal y muchas iglesias en L'Aquila y sus alrededores sufrieron posteriormente graves daños en el terremoto de L'Aquila de 2009. El papa Benedicto XVI visitó la arquidiócesis el 28 de abril de 2009, yendo, entre otras cosas, a rezar sobre los restos de Celestino V en la basílica de Santa María de Collemaggio, dañada por el terremoto.

## Estadísticas
Según el Anuario Pontificio 2022 la arquidiócesis tenía a fines de 2021 un total de 112 670 fieles bautizados.
| Año                                                                             | Población            | Población | Población      | Sacerdotes | Sacerdotes    | Sacerdotes    | Bautizados por sacerdote | Diáconos permanentes | Religiosos | Religiosos | Parroquias |
| Año                                                                             | Bautizados católicos | Total     | % de católicos | Total      | Clero secular | Clero regular | Bautizados por sacerdote | Diáconos permanentes | Varones    | Mujeres    | Parroquias |
| ------------------------------------------------------------------------------- | -------------------- | --------- | -------------- | ---------- | ------------- | ------------- | ------------------------ | -------------------- | ---------- | ---------- | ---------- |
| 1950                                                                            | 115 000              | 115 000   | 100.0          | 225        | 153           | 72            | 511                      |                      | 139        | 335        | 145        |
| 1970                                                                            | 96 959               | 97 625    | 99.3           | 182        | 101           | 81            | 532                      |                      | 114        | 454        | 148        |
| 1980                                                                            | 96 600               | 98 700    | 97.9           | 145        | 75            | 70            | 666                      |                      | 83         | 311        | 147        |
| 1990                                                                            | 100 000              | 105 500   | 94.8           | 130        | 74            | 56            | 769                      |                      | 68         | 273        | 146        |
| 1999                                                                            | 100 000              | 105 500   | 94.8           | 124        | 90            | 34            | 806                      |                      | 48         | 287        | 147        |
| 2000                                                                            | 105 000              | 107 220   | 97.9           | 136        | 102           | 34            | 772                      |                      | 48         | 287        | 147        |
| 2001                                                                            | 105 000              | 107 220   | 97.9           | 142        | 108           | 34            | 739                      |                      | 48         | 287        | 147        |
| 2002                                                                            | 105 000              | 107 220   | 97.9           | 151        | 117           | 34            | 695                      | 2                    | 48         | 287        | 147        |
| 2003                                                                            | 106 000              | 108 300   | 97.9           | 151        | 117           | 34            | 701                      | 2                    | 48         | 287        | 147        |
| 2004                                                                            | 106 000              | 108 300   | 97.9           | 155        | 121           | 34            | 683                      | 2                    | 48         | 287        | 147        |
| 2013                                                                            | 111 500              | 112 900   | 98.8           | 114        | 96            | 18            | 978                      | 9                    | 20         | 151        | 147        |
| 2016                                                                            | 109 000              | 115 200   | 94.6           | 115        | 89            | 26            | 947                      | 10                   | 29         | 126        | 149        |
| 2019                                                                            | 112 500              | 117 413   | 95.8           | 109        | 85            | 24            | 1032                     | 8                    | 29         | 130        | 148        |
| 2021                                                                            | 112 670              | 117 190   | 96.1           | 111        | 81            | 30            | 1015                     | 8                    | 32         | 131        | 148        |
| Fuente: Catholic-Hierarchy, que a su vez toma los datos del Anuario Pontificio. |                      |           |                |            |               |               |                          |                      |            |            |            |

## Episcopologio

### Obispos de Forcona
- Floro † (mencionado en 680)
- Albino † (siglo VII?)
- Giovanni I † (antes de 853-después de 869)[nota 2]
- Ceso? † (mencionado en 956)[nota 3]
- Gualderico † (antes de 968-después de 1028)[11]
- San Raniero † (antes de 1065-después de 1072)[11]
- Berardo I † (antes de 1147-después de octubre de 1171)[nota 4]
- Pagano † (mencionado en 1178)[12]
- Berardo II? † (mencionado en 1187)[nota 5]
- Odorisio † (antes de octubre de 1188-28 de junio de 1203 falleció)[12]
- Giovanni II † (antes de julio de 1204-circa 1206 nombrado obispo de Perugia)
- Teodino † (antes de mayo de 1208-8 de mayo de 1224 falleció)[12]
- Tommaso † (2 de junio de 1225-después de 1229)[12]
- Anónimo † (mencionado en 1236)[12]
- Anfuso † (mencionado en 1238)[12]
- Berardo da Padula † (23 de mayo de 1252-22 de diciembre de 1256 trasladado a L'Aquila)

### Obispos y arzobispos de L'Aquila
- Berardo da Padula † (22 de diciembre de 1256-1264 falleció)
- Niccolò da Sinizzo, O.Cist. † (31 de diciembre de 1267-después del 26 de mayo de 1294 falleció)[12]
- Nicola Castroceli, O.P. † (1294-después del 9 de mayo de 1303 falleció)
- Bartolomeo Conti † (7 de agosto de 1303-mayo de 1312 falleció)
- Filippo Delci, O.E.S.A. † (4 de junio de 1312-1327 falleció)
- Angelo Acciaiuoli, O.P. † (8 de junio de 1328-26 de junio de 1342 nombrado obispo de Florencia)
- Pietro Guglielmi † (16 de julio de 1342-1346 falleció)
- Paolo Rainaldi † (30 de marzo de 1349-10 de mayo de 1353 nombrado obispo de Ascoli Piceno)
- Isacco Bindi † (10 de mayo de 1353-15 de enero de 1356 nombrado obispo de Ascoli Piceno)
- Paolo Rainaldi † (15 de enero de 1356-25 de enero de 1377 falleció) (por segunda vez)
- Stefano Sidonio † (4 de mayo de 1377[nota 6]-1381?[nota 7])
  - Giovanni Zacchei, O.P. † (4 de mayo de 1377?-1381?)[nota 8]
- Clemente Secenari † (1382-1384 falleció)
  - Berardo da Teramo, O.P. † (28 de junio de 1382-28 de agosto de 1391 falleció) (antiobispo)[13]
- Oddo † (1386-1388 falleció)
- Ludovico Teodonari † (20 de agosto de 1390-4 de septiembre de 1397 nombrado obispo de Rieti)
  - Jacopo Donadei (31 de agosto de 1391-3 de mayo de 1395) (antiobispo)
  - Corrado Camponeschi (1399-1400) (administrador apostólico)
- Jacopo Donadei † (11 de julio de 1400-6 de enero de 1431 falleció)
- Amico Agnifili † (4 de mayo de 1431-31 de marzo de 1472 renunció)
- Francesco Agnifili † (31 de marzo de 1472-20 de agosto de 1476 falleció)
- Amico Agnifili † (20 de agosto de 1476-9 de noviembre de 1476 falleció) (por segunda vez)
- Ludovico Borgio † (31 de enero de 1477-12 o 25 de noviembre de 1485 falleció)
- Giovanbattista Gaglioffi † (9 de enero de 1486-febrero de 1493 falleció)
  - Pietropaolo Leonissa † (febrero-agosto de 1493) (administrador apostólico)
- Giovanni Leoni Gallucci † (23 de agosto de 1493-1502 falleció)
- Gualtiero Suardo, O.S.B. † (9 de mayo de 1502-1504 renunció)
- Giovanni da Prato, O.F.M. † (6 de marzo de 1504-1515 renunció)[nota 9]
  - Giovanni Franchi † (24 de agosto de 1515-1523 renunció) (obispo electo)
  - Giovanni Piccolomini † (6 de julio de 1523-3 de julio de 1525 renunció) (administrador apostólico)
  - Pompeo Colonna † (3 de julio de 1525-28 de junio de 1532 renunció) (administrador apostólico)
  - Giovanni Piccolomini † (28 de junio de 1532-21 de noviembre de 1537 falleció) (administrador apostólico, por segunda vez)
- Bernardo Sancio † (14 de julio de 1538-1552 falleció)
- Álvaro de la Quadra † (13 de septiembre de 1553-1561 renunció)
- Juan de Acuña † (15 de enero de 1561-25 de julio de 1578 falleció)
- Mariano de Racciaccaris, O.F.M.Obs. † (3 de julio de 1579-24 de marzo de 1592 falleció)
- Basilio Pignatelli, C.R. † (18 de agosto de 1593-1599 renunció)
- Giuseppe de Rubeis † (29 de marzo de 1599-12 de septiembre de 1605 nombrado arzobispo de Acerenza y Matera)
- Gonzalo de Rueda † (19 de diciembre de 1605-23 de mayo de 1622 nombrado obispo de Gallipoli)
- Álvaro de Mendoza, O.F.M. † (14 de noviembre de 1622-29 de mayo de 1628 nombrado obispo de Jaca)
- Gaspar Salgado Gayoso † (11 de diciembre de 1628-7 de febrero de 1644 falleció)
- Clemente del Pezzo, C.R. † (17 de diciembre de 1646-27 de noviembre de 1651 nombrado obispo de Castellammare di Stabia)
  - Sede vacante (1651-1654)
- Francisco Tello de León, O.SS.T. † (1 de junio de 1654-18 de febrero de 1662 falleció)
- Carlo de Angelis † (13 de agosto de 1663-17 de diciembre de 1674 nombrado obispo de Acerra)
- Juan Torrecillas y Ruiz de Cárdenas † (19 de octubre de 1676-17 de marzo de 1681 nombrado arzobispo de Brindisi)
- Arcangelo Tipaldi, O.F.M.Obs. † (2 de junio de 1681-18 de marzo de 1682 falleció)
- Ignacio de la Cerda, O.E.S.A. † (11 de enero de 1683-29 de septiembre de 1702 falleció)
  - Sede vacante (1702-1718)
- Domenico Taglialatela † (8 de junio de 1718-18 de marzo de 1742 falleció)
- Giuseppe Coppola, C.O. † (25 de mayo de 1742-1 de diciembre de 1749 nombrado obispo de Castellammare di Stabia)
- Ludovico Sabatini d'Anfora, C.P.O. † (23 de febrero de 1750-6 de julio de 1776 falleció)
- Benedetto Cervone † (23 de junio de 1777-31 de marzo de 1788 falleció)
  - Sede vacante (1788-1792)
- Francesco Saverio Gualtieri † (26 de marzo de 1792-6 de abril de 1818 nombrado obispo de Caserta)
- Girolamo Manieri † (6 de abril de 1818-12 de noviembre de 1844 falleció)
- Michele Navazio † (20 de enero de 1845-26 de abril de 1852 falleció)
- Luigi Filippi, O.F.M.Ref. † (7 de marzo de 1853-28 de enero de 1881 falleció)
- Augusto Antonio Vicentini † (13 de mayo de 1881-11 de septiembre de 1892 falleció)
- Francesco Paolo Carrano † (16 de enero de 1893-1 de septiembre de 1906 nombrado arzobispo de Trani y Barletta)
- Pellegrino Francesco Stagni, O.S.M. † (15 de abril de 1907-1 de enero de 1916 renunció[nota 10])
  - Sede vacante (1916-1918)'[nota 11]
- Adolfo Turchi † (17 de julio de 1918-2 de mayo de 1929 falleció)
- Gaudenzio Manuelli † (18 de febrero de 1931-9 de febrero de 1941 falleció)
- Carlo Confalonieri † (27 de marzo de 1941-25 de enero de 1950 nombrado secretario de la Congregación para los seminarios y las Universidades[nota 12])
- Costantino Stella † (5 de julio de 1950-2 de junio de 1973 renunció)
- Carlo Martini † (2 de junio de 1973-31 de diciembre de 1983 renunció)
- Mario Peressin † (31 de diciembre de 1983 por sucesión-6 de junio de 1998 retirado)
- Giuseppe Molinari (6 de junio de 1998 por sucesión-8 de junio de 2013 retirado)
- Giuseppe Petrocchi (8 de junio de 2013-1 de agosto de 2024 retirado)
- Antonio D'Angelo, por sucesión el 1 de agosto de 2024